# Vallières (Alta Savoia)
Vallières és un municipi francès situat al departament de l'Alta Savoia i a la regió d'Alvèrnia-Roine-Alps. L'any 2007 tenia 1.356 habitants.

## Demografia

### Població
El 2007 la població de fet de Vallières era de 1.356 persones. Hi havia 526 famílies de les quals 98 eren unipersonals (47 homes vivint sols i 51 dones vivint soles), 187 parelles sense fills, 222 parelles amb fills i 19 famílies monoparentals amb fills.
La població ha evolucionat segons el següent gràfic:
Habitants censats

### Habitatges
El 2007 hi havia 578 habitatges, 526 eren l'habitatge principal de la família, 15 eren segones residències i 38 estaven desocupats. 460 eren cases i 115 eren apartaments. Dels 526 habitatges principals, 384 estaven ocupats pels seus propietaris, 125 estaven llogats i ocupats pels llogaters i 18 estaven cedits a títol gratuït; 6 tenien una cambra, 15 en tenien dues, 60 en tenien tres, 119 en tenien quatre i 326 en tenien cinc o més. 480 habitatges disposaven pel capbaix d'una plaça de pàrquing. A 203 habitatges hi havia un automòbil i a 303 n'hi havia dos o més.

### Piràmide de població
La piràmide de població per edats i sexe el 2009 era:
| Homes | Edats   | Dones |
| ----- | ------- | ----- |
| 0     | 95 o +  | 0     |
| 4     | 90 a 94 | 0     |
| 12    | 85 a 89 | 0     |
| 0     | 80 a 84 | 8     |
| 20    | 75 a 79 | 24    |
| 8     | 70 a 74 | 20    |
| 16    | 65 a 69 | 12    |
| 36    | 60 a 64 | 32    |
| 28    | 55 a 59 | 24    |
| 32    | 50 a 54 | 36    |
| 48    | 45 a 49 | 24    |
| 44    | 40 a 44 | 44    |
| 76    | 35 a 39 | 56    |
| 56    | 30 a 34 | 60    |
| 48    | 25 a 29 | 48    |
| 12    | 20 a 24 | 44    |
| 28    | 15 a 19 | 44    |
| 64    | 10 a 14 | 32    |
| 92    | 5 a 9   | 40    |
| 40    | 0 a 4   | 56    |

## Economia
El 2007 la població en edat de treballar era de 902 persones, 682 eren actives i 220 eren inactives. De les 682 persones actives 646 estaven ocupades (355 homes i 291 dones) i 36 estaven aturades (18 homes i 18 dones). De les 220 persones inactives 87 estaven jubilades, 78 estaven estudiant i 55 estaven classificades com a «altres inactius».

### Ingressos
El 2009 a Vallières hi havia 522 unitats fiscals que integraven 1.429 persones, la mediana anual d'ingressos fiscals per persona era de 22.381 €.

### Activitats econòmiques
Dels 86 establiments que hi havia el 2007, 4 eren d'empreses extractives, 5 d'empreses alimentàries, 1 d'una empresa de fabricació de material elèctric, 1 d'una empresa de fabricació d'elements pel transport, 1 d'una empresa de fabricació d'altres productes industrials, 15 d'empreses de construcció, 17 d'empreses de comerç i reparació d'automòbils, 3 d'empreses de transport, 5 d'empreses d'hostatgeria i restauració, 1 d'una empresa d'informació i comunicació, 4 d'empreses financeres, 6 d'empreses immobiliàries, 9 d'empreses de serveis, 12 d'entitats de l'administració pública i 2 d'empreses classificades com a «altres activitats de serveis».
Dels 19 establiments de servei als particulars que hi havia el 2009, 1 era una oficina de correu, 2 tallers de reparació d'automòbils i de material agrícola, 1 autoescola, 2 paletes, 3 guixaires pintors, 3 fusteries, 2 lampisteries, 2 electricistes, 1 perruqueria i 2 restaurants.
Dels 6 establiments comercials que hi havia el 2009, 2 eren fleques, 3 carnisseries i 1 una carnisseria.
L'any 2000 a Vallières hi havia 15 explotacions agrícoles que ocupaven un total de 320 hectàrees.

## Equipaments sanitaris i escolars
L'únic equipament sanitari que hi havia el 2009 era una farmàcia.
El 2009 hi havia una escola elemental.

## Poblacions més properes
El següent diagrama mostra les poblacions més properes.